# Quattro Castella
Quattro Castella là một đô thị ở tỉnh Reggio Emilia trong vùng Emilia-Romagna, có vị trí cách khoảng 70 km về phía tây của Bologna và khoảng 15 km về phía tây nam của Reggio Emilia.

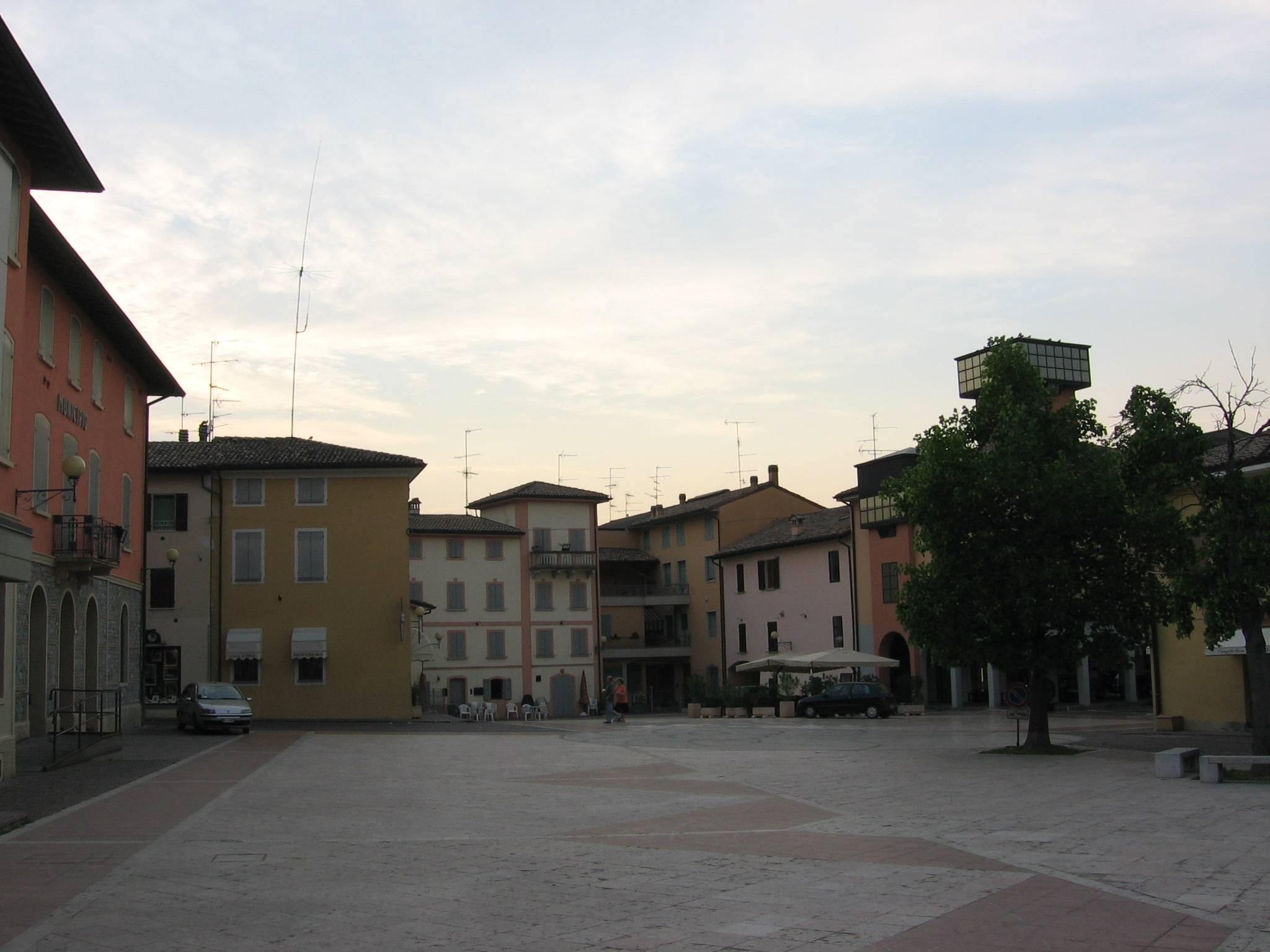
Entrance to Quattro Castella

Tại thời điểm 31 tháng 12 năm 2004, đô thị này có dân số 12.098 và diện tích 46,1 km².
Quattro Castella giáp các đô thị: Albinea, Bibbiano, Reggio Emilia, San Polo d'Enza, Vezzano sul Crostolo.